# Carlo Agostoni
Carlo Agostoni   (Milà, 23 de març de 1909 - Ciutat de Mèxic, 25 de juny de 1972) va ser un tirador d'esgrima italià, especialista en espasa, que va competir durant les dècades de 1920 i 1940.
El 1928 va prendre part en els Jocs Olímpics d'Amsterdam, on va guanyar la medalla d'or en la prova d'espasa per equips del programa d'esgrima. Quatre anys més tard, a Los Angeles, guanyà la medalla de plata en la mateixa prova i la de bronze en la d'espasa individual. La seva tercera i darrera participació en uns Jocs fou a Londres, el 1948, on guanyà una nova medalla de plata en la prova d'espasa per equips, mentre en la d'espasa individual fou setè.
En el seu palmarès també destaquen dues medalles al Campionat del Món d'esgrima, una d'or i una de bronze, dues al Campionat Internacional, precedent del Campionat del món.